# Samsung Galaxy Note Edge
Samsung Galaxy Note Edge es un tabletófono de Android de Samsung Electronics, se distingue por tener una curva en el lado derecho de la pantalla, que puede ser usado como barra lateral para atajos a aplicaciones, notificaciones y otra información, también puede ser usado como una regla portátil.